# Banco Montepio
Die Caixa Económica Montepio Geral, die seit 2019 unter der Bezeichnung Banco Montepio auftritt, ist die älteste Genossenschaftsbank in Portugal.
Sie wurde am 4. Oktober 1840 in Lissabon als Montepio dos Empregados Públicos (Rentenkasse der Beschäftigten im öffentlichen Dienst) von einer Handvoll Beamten gegründet. Der Verein hatte das Bedürfnis, Ersparnisse seiner Mitglieder rentabel anzulegen. Seit Januar 1844 heißt das Unternehmen Montepio Geral, gleichzeitig wurde die Caixa Económica de Lisboa der Montepio angegliedert.
Das Unternehmen hatte 2008 in Portugal ein Netz von 327 Filialen; 2019 waren es 332.

## Unternehmensgruppe
Stand August 2013 nannte die Homepage der Grupo Montepio folgende Unternehmen:
- Sobre o Montepio
- Montepio Geral – Associação Mutualista
- Caixa Económica Montepio Geral
- Fundação Montepio
- Lusitania – Companhia Seguros[6]
- Residências Montepio[7]
- Futuro, SA
- Montepio Gestão de Activos
- Leacock
- Finibanco Holding
- Montepio Investimento
- Montepio Crédito
- Finivalor
- Finibanco Angola[8]
- Finibanco Vida Seguros
- Finimóveis
- Montepio Mediação
- N Seguros